# 1820年代
| 千纪： | 2千纪                                                                                            |
| 世纪： | 18世纪 \| 19世纪 \| 20世纪                                                                       |
| 年代： | 1790年代 \| 1800年代 \| 1810年代 \| 1820年代 \| 1830年代 \| 1840年代 \| 1850年代                 |
| 年份： | 1820年 \| 1821年 \| 1822年 \| 1823年 \| 1824年 \| 1825年 \| 1826年 \| 1827年 \| 1828年 \| 1829年 |

## 大事记
- 1820年，清仁宗嘉慶駕崩，綿寧即帝位，是為清宣宗道光。
- 1821年－1829年：希腊独立战争。
- 以下美洲国家成立或者独立：
  - 大哥伦比亚共和国
  - 墨西哥（1821年）
  - 巴西（1822年）
  - 中美洲联合省（1823年）
- 禁酒运动在美国形成。

## 逝世
- 清仁宗愛新覺羅顒琰(1820)